# UNIPOM
De United Nations India-Pakistan Observation Mission (UNIPOM), of Waarnemersmissie van de VN in India en Pakistan in het Nederlands, behelsde vredesoperaties aan de grens tussen Pakistan en India. Nederlandse deelnemers kwamen in aanmerking voor de Herinneringsmedaille VN-Vredesoperaties.